# Qutb Minar

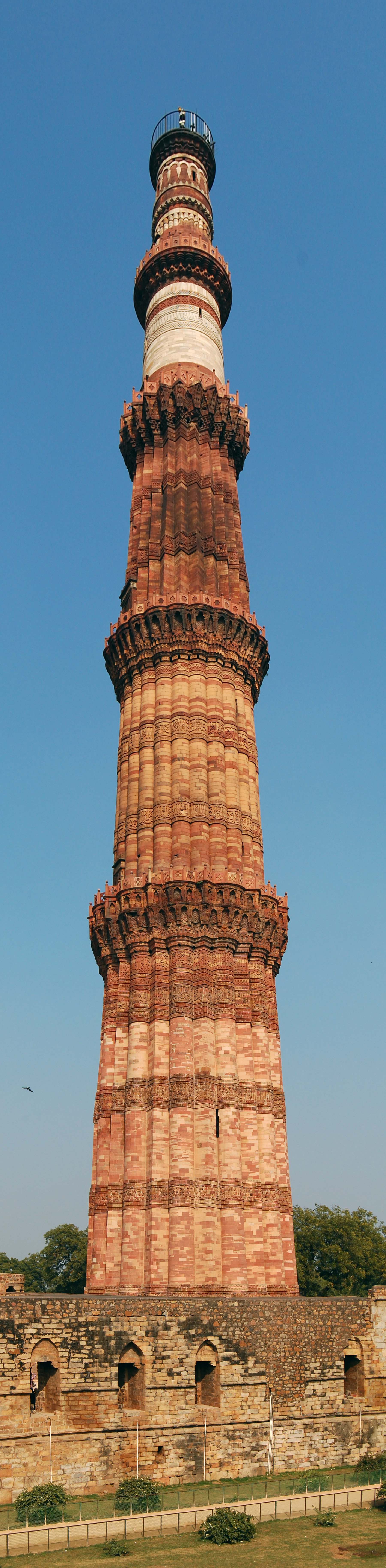
Qutb Minar

Das Qutb Minar (Urdu قطب مینار) ist ein Sieges- und Wachturm sowie ein Minarett im Qutb-Komplex in Delhi (Indien). Es gilt als frühes Meisterwerk der indo-islamischen Architektur und zählt zu den höchsten Turmbauten der islamischen Welt. Seit 1993 ist es als Teil des Qutb-Komplexes als Weltkulturerbe der UNESCO anerkannt. Eine Besteigung ist für Besucher nicht mehr erlaubt, seitdem im Jahr 1981 bei einem Stromausfall und einer nachfolgenden Massenpanik 45 Menschen ums Leben kamen.

## Geschichte
Die exakte Bauzeit des Qutb Minar ist nicht bekannt. Der Grundstein wurde wahrscheinlich Ende des 12. oder Anfang des 13. Jahrhunderts – also etwa knapp zehn Jahre nach Fertigstellung der benachbarten Quwwat-ul-Islam-Moschee – unter Qutb-ud-Din Aibak nach dem Sieg der Moslems über die Hindus gelegt. Als Vorbilder dienten einige Turmbauten aus dem heutigen Afghanistan, Iran und Zentralasien, die ebenfalls nicht unmittelbar an eine Moschee gekoppelt waren. Zwischen 1211 und 1236 wurden die oberen Geschosse des Qutb Minar durch seinen Schwiegersohn und Nachfolger Shams-ud-din Iltutmish fertiggestellt.
Laut den Inschriften auf der Oberfläche des vierten und fünften Turmgeschosses wurde das Qutb Minar während den Regierungszeiten Firuz Schah Tughluqs (reg. 1351–1388) und Sikandar Lodis (reg. 1489–1517) repariert. Dies geschah unter Firuz Schah Tughluq angeblich nach einer Beschädigung durch Blitzschlag oder Erdbeben im Jahr 1368; allerdings sind die Angaben über die Ursachen der Beschädigungen des Qutb Minar widersprüchlich. Firuz Schah Tughluq ließ die beiden obersten Stockwerke aus Sandstein durch die heute noch erhaltenen, teilweise aus weißem Marmor bestehenden, ersetzen. Die Reparatur unter Sikandar Lodi erfolgte nach einer Beschädigung um das Jahr 1503.
Um das Jahr 1800 wurde das Qutb Minar erneut beschädigt; diese Schäden wurden bis zum Jahr 1829 durch Major R. Smith, einen britischen Ingenieur behoben. Dabei wurde auch eine Laterne von Firuz Schah Tughluq auf der Turmspitze durch eine neue ersetzt. Die alte Laterne wurde im Jahr 1848 von Henry Hardinge, 1. Viscount Hardinge entfernt und in der Gartenanlage aufgestellt.
Am 9. Dezember 1946 beging die Maharani Tara Devi (die gebürtige Tschechin Evgenia Grosupova), sechste Frau von Jagatjit Singh, Maharadscha von Kapurthala, Suizid, indem sie sich vom Qutb Minar stürzte.

## Architektur
Das Qutb Minar ist ein durch Balkone (scherefes) in der Höhe gegliederter fünfgeschossiger Turmbau aus rotem – teilweise auch hellem – Sandstein mit einer Höhe von 72,30 m (29,10 m / 15,39 m / 12,31 m / 7,30 m / 7,00 m + Kuppelhöhe 1,20 m) und einem sich kontinuierlich verjüngenden Durchmesser von 13,70 m an der Basis und 2,75 m an der Spitze. Die Baukörper der drei unteren Stockwerke sind stark gegliedert – im Erdgeschoss wechseln runde und eckige Dienste einander ab; im zweiten Geschoss finden sich nur runde Dienste und im dritten Geschoss nur eckige. Beachtenswert ist der Wechsel zwischen dunkelrotem und gelblichem Sandstein in den beiden unteren Geschossen; die dunkelroten Bänder enthalten kalligraphische Inschriften (Koranverse, Lobpreisungen Allahs etc.). Die vorspringenden umlaufenden Balkone ruhen auf Muqarnas-Gesimsen. Der Eingang befindet sich auf der zur Moschee weisenden Nordseite; die Wendeltreppe im Innern wird von winzigen Fensterschlitzen belichtet.

### Vorbilder
Als Vorbild für das untere Stockwerk, dessen Durchmesser an der Basis ca. 14 m und am ersten Balkon ca. 9 m beträgt, wird das vermutlich aus dem 12. Jahrhundert stammende Minarett von Khwaja Siyah Push in Sistan genannt. Das zweite Geschoss ähnelt dem 1108/9 fertiggestellten Turm von Jar Kurgan im Südosten von Usbekistan. Der Wechsel zwischen runden und eckigen Diensten könnte aber auch als Kombination der beiden älteren Minarette von Ghazni und Dscham und somit als politische Aussage (Vereinigung bzw. Nachfolge der Macht der Vorgängerdynastien der Ghaznawiden und Ghuriden) zu verstehen sein.

### Nachfolger
Als spätere Nachahmungen des Qutb Minar gelten u. a. das um die Mitte des 15. Jahrhunderts erbaute Chand Minar in Daulatabad und vor allem das unter Shah Jahan im 17. Jahrhundert erbaute Hashtsal Minar im gleichnamigen Dorf (bei Uttam Nagar), das ebenfalls zum Großraum Delhi gehört. Das Hiran Minar in Fatehpur Sikri, das Chor Minar im Süden von Delhi, das Nim Sara-i Minar in Old Malda (Malda-Distrikt) in Westbengalen und Jahangiri’s Minar in Sheikhupura, Pakistan (um 1620) sind nur mit großen Einschränkungen als Nachfolgebauten zu werten; gleiches gilt für die Dachtürmchen (guldastas) auf Moscheen und Mausoleen der Mogulzeit.

## Bilder

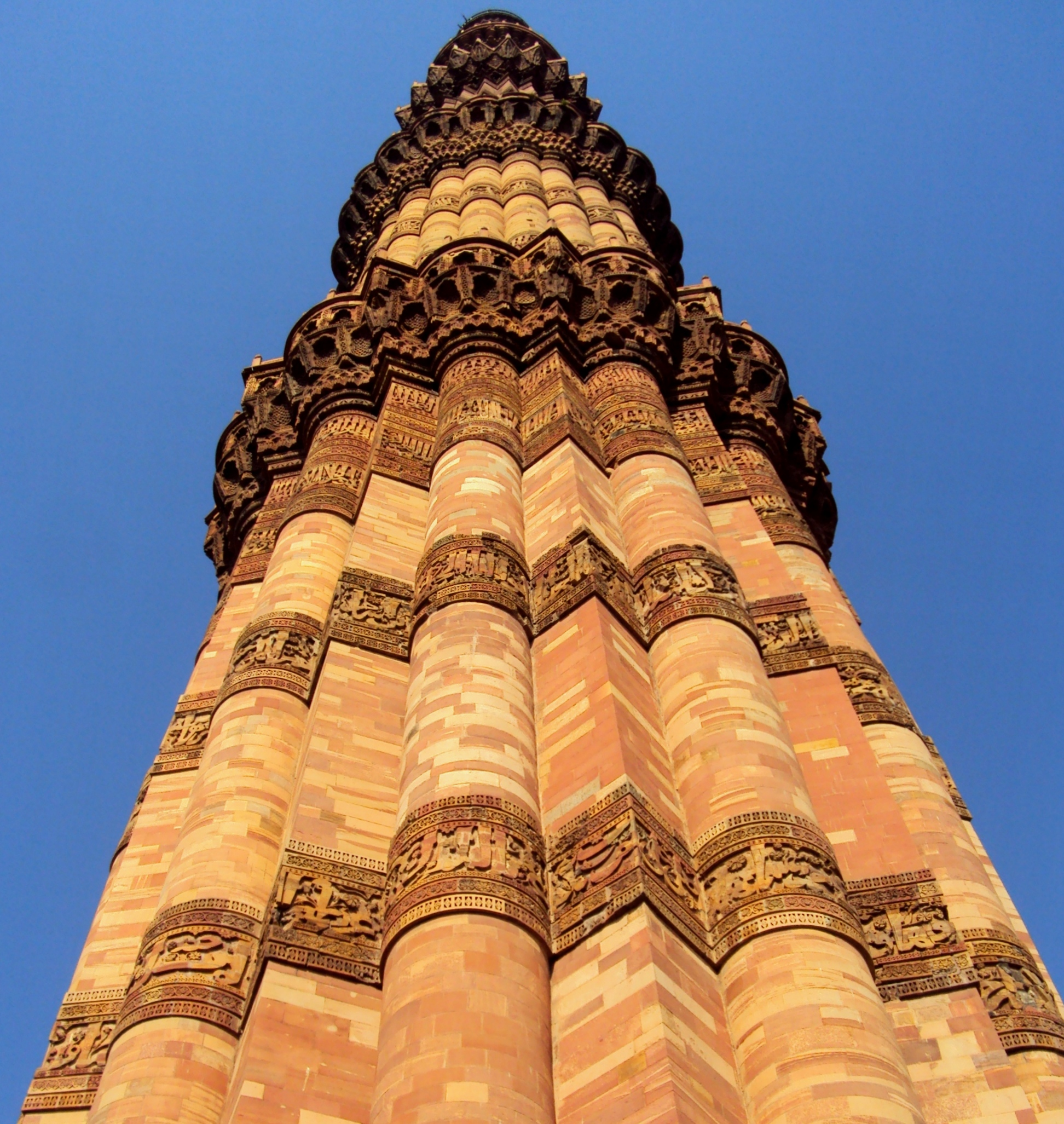
Farbwechsel der Steine
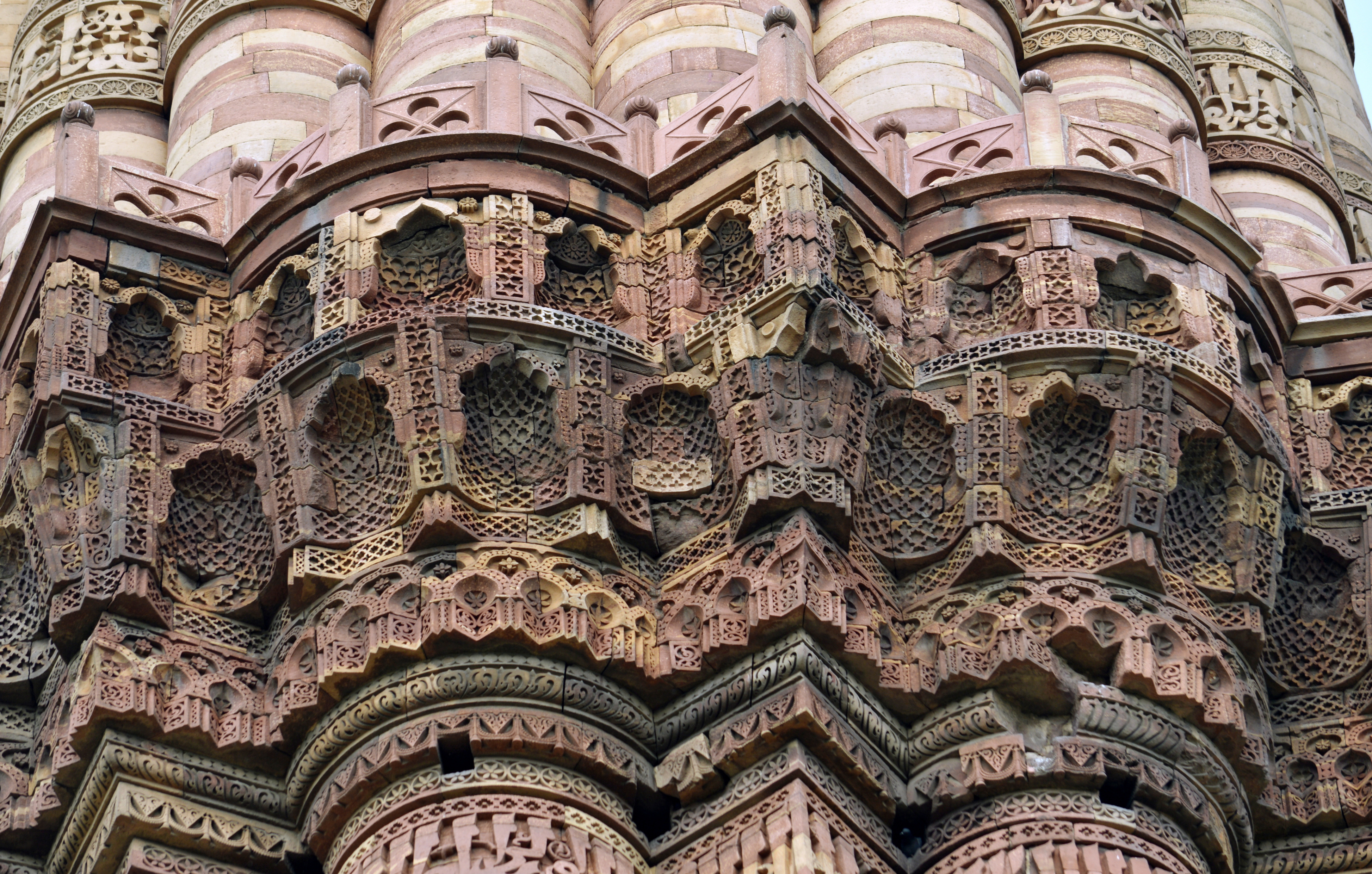
Detail der Steinmetzarbeiten an einem Balkon
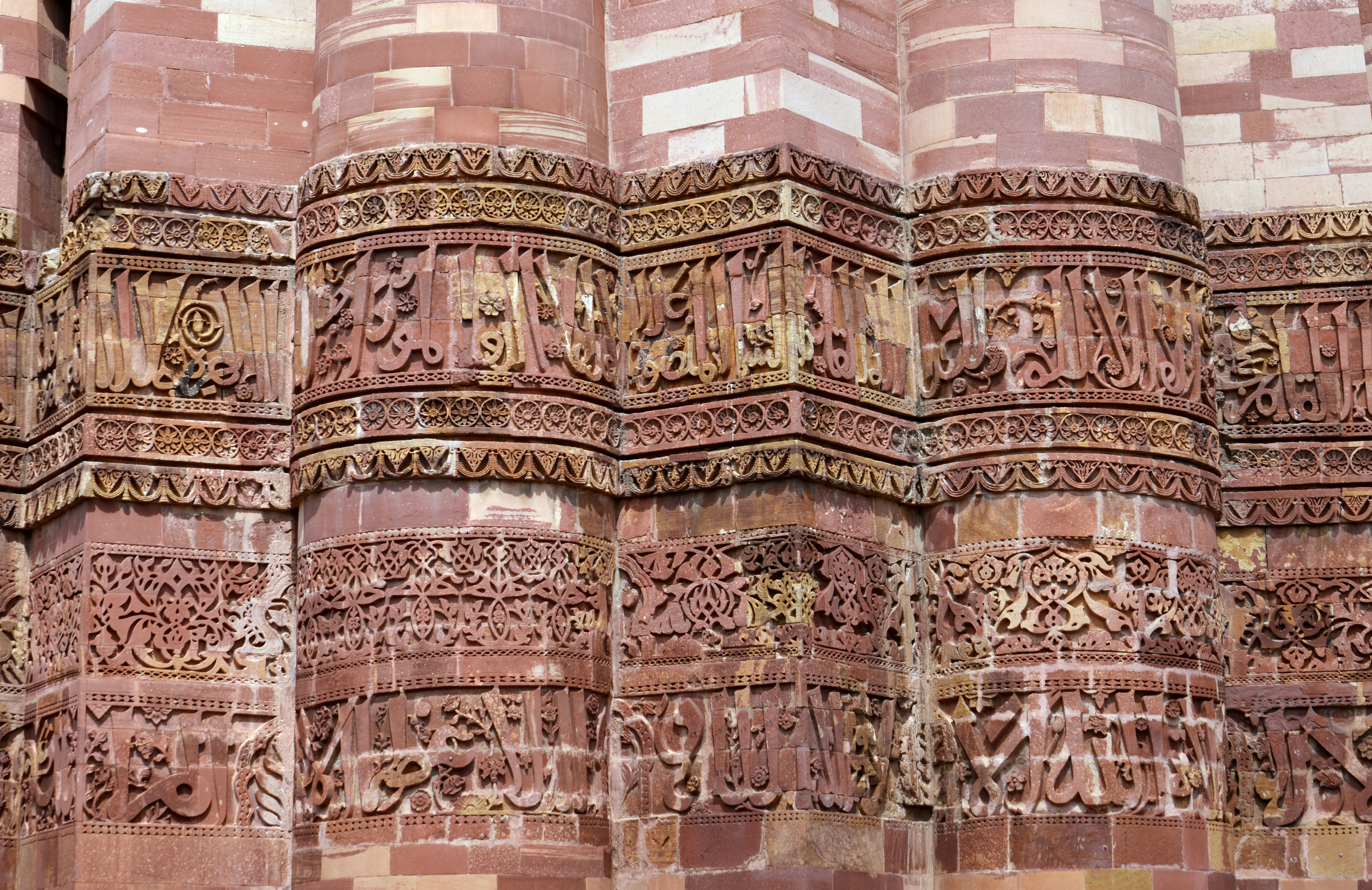
Detail der Steinmetzarbeiten
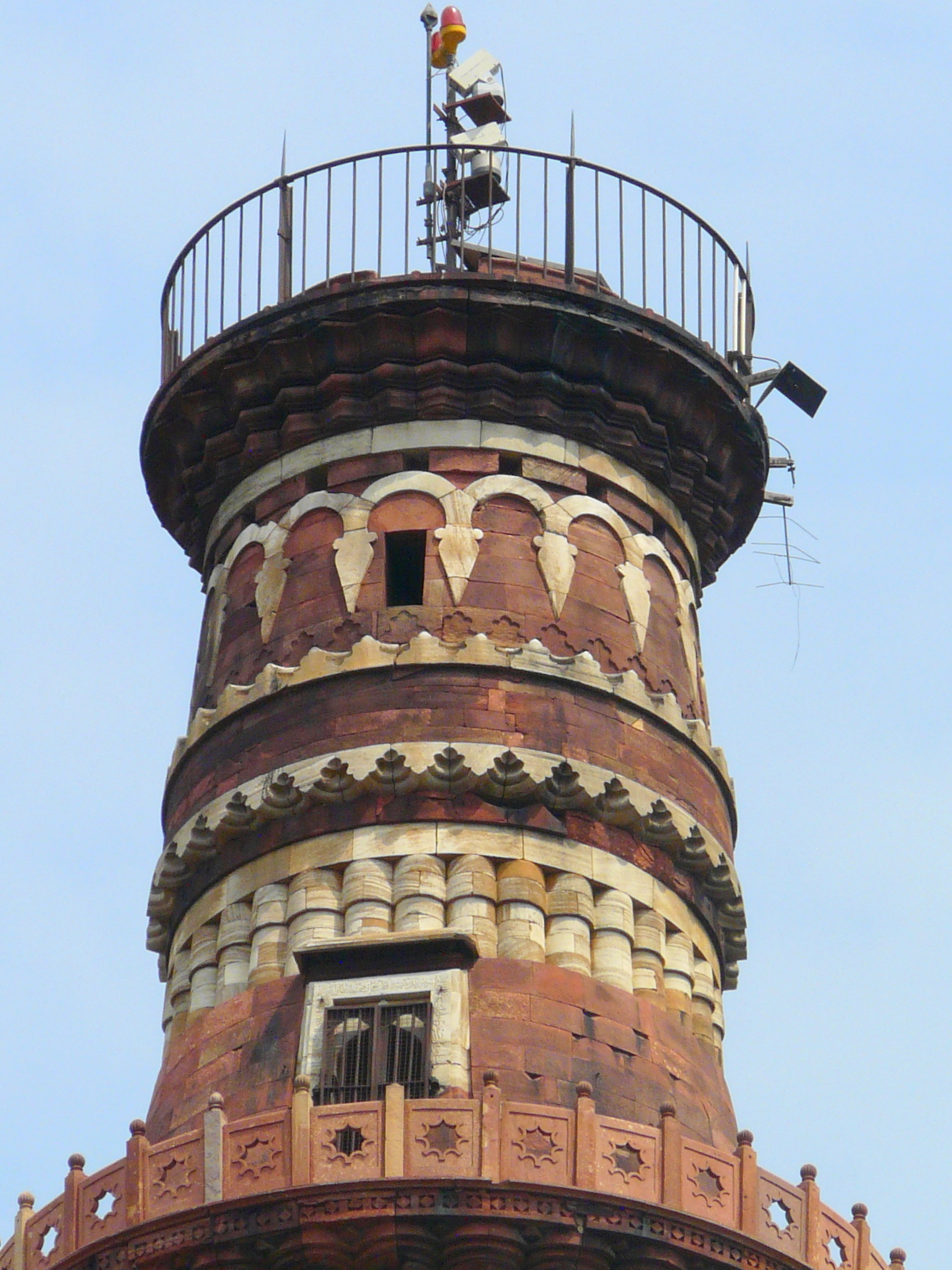
Oberstes Stockwerk
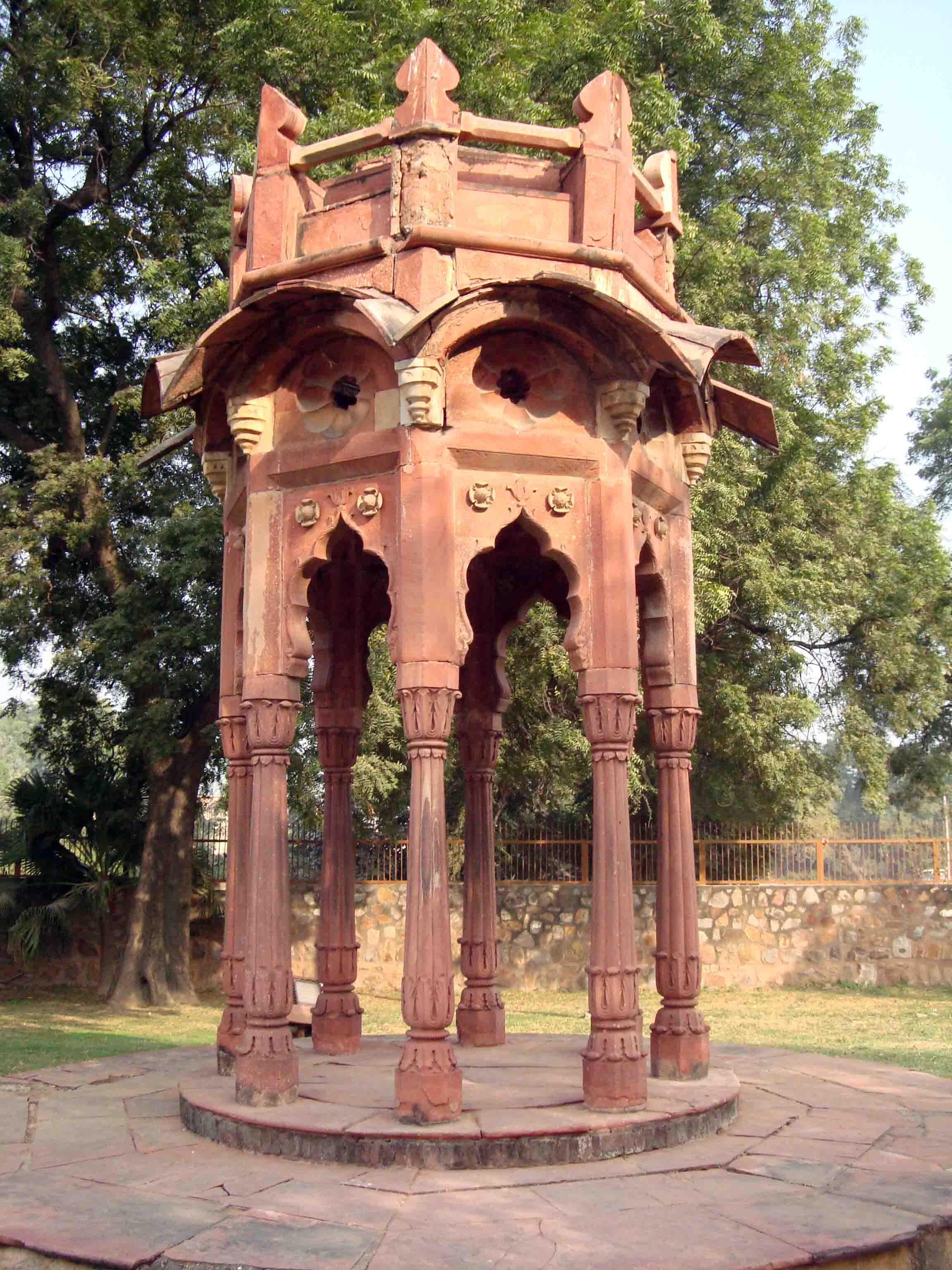
Ehemalige Laterne des Qutb Minar